# Zanclella bryozoophila
Zanclella bryozoophila är en nässeldjursart som beskrevs av Boero och Hewitt 1992. Zanclella bryozoophila ingår i släktet Zanclella och familjen Zancleidae. Inga underarter finns listade i Catalogue of Life.